# Jack Vigeon
John Kempton Vigeon dit Jack Vigeon, né le 17 septembre 1920 à Toronto et mort le 16 mars 1993 dans la même ville, est un patineur artistique canadien, médaillé de bronze du Canada en 1941.

## Biographie

### Carrière sportive
Jack Vigeon est le fils de Harry Vigeon et Florence Gallagher. Il grandit dans le quartier de Rosedale à Toronto, où son père travaille comme comptable au sein de son entreprise Vigeon & Co.
Jack Vigeon patine au sein du Toronto Skating Club et voyage au sud de la frontière pendant les étés pour suivre Gustave Lussi. Après avoir terminé deux fois 2e aux championnats canadiens juniors, il remporte finalement l'épreuve en 1938. Il remporte ensuite une médaille de bronze aux championnats seniors de 1941, derrière Ralph McCreath et Donald Gilchrist).
Il représente son pays à deux championnats nord-américains (1939 à Toronto et 1941 à Philadelphie).
Il arrête les compétitions sportives après les championnats nord-américains de 1941, pendant la Seconde Guerre mondiale. Celle-ci l'empêche de pouvoir prétendre aux Jeux Olympiques qui sont annulés deux fois en 1940 et 1944.

### Reconversion
Jack Vigeon fréquente l'Upper Canada College de Toronto et obtient un diplôme à l'Université de Toronto avant de rejoindre la réserve des volontaires de la marine royale canadienne. Après avoir fréquenté le centre de formation des officiers de la marine royale canadienne en Nouvelle-Écosse, Jack Vigeon sert comme sous-lieutenant sur le NCSM Carleton et le NCSM Mahone.
Après la guerre, Jack rejoint l'entreprise familiale en tant que comptable, avec un bureau sur Bay Street.

### Vie privée
Jack Vigeon épouse l'américaine Arlyn Frances Gates en septembre 1953. Le couple a sept enfants, dont cinq ont survécu jusqu'à l'âge adulte. Jack et Arlyn divorce dans les années 80. Aucun des enfants de Jack n'a fait de patinage artistique, mais l'une de ses petites-filles a ensuite joué au hockey pour l'équipe du Canada et le Harvard College.

## Palmarès
| Compétition                                                        | 1939 | 1940 | 1941 |
| Jeux olympiques d'hiver                                            |      | JA   |      |
| Championnats du monde                                              |      | CA   | CA   |
| Championnats d'Amérique du Nord                                    | 6e   |      | 6e   |
| Championnats du Canada                                             | 4e   |      | 3e   |
| Légende : JA = Jeux olympiques annulés ; CA = Championnats annulés |      |      |      |